# Маршалл Стернс

## Маршалл Уінслоу Стернс
Маршалл Уінслоу Стернс (англ. Marshall Stearns; нар. 18 жовтня 1908, Кембридж — пом. 18 грудня 1966, Кі-Вест) — американський джазовий критик і музикознавець, засновник Інституту джазових досліджень

## Біографія
Він народився 18 жовтня 1908 року в Кембриджі, штат Массачусетс. Його батько був випускником Гарвардського університету та адвокатом.
Стірнс в підлітковому віці грав на барабанах і вчився в Гарвардському  університеті. Після цього він вивчив середньовічну англійську мову в Єльському університеті, де здобув ступінь доктора філософії. В 1942 році Стернс викладав англійську мову в декількох американських коледжах, і за цей час багато писав про джазову музику для таких журналів, як Variety, Saturday Review, Down Beat, Record Changer, Esquire, Harper's, Life та Musical America. Він отримав стипендію Гуггейна в 1950 році й використав ці кошти, щоб закінчити свою роботу 1956 року «Історія про джаз», яка стала широко використовуваним текстом, а також популярним вступом до джазу. Він почав викладати джаз в Нью-Йоркському університеті в 1950 році, а потім в Хантер-коледжі з 1951 року. У 1952 році він заснував Інститут джазових досліджень, яким керував. Пізніше, у 50-х роках, він був консультантом Державного департаменту США та супроводжував Діззі Гіллзпі під час екскурсії по Близькому Сході в 1956 р. Викладав у Новій школі соціальних досліджень (1954–61) та Школі джазу в Леноксі, штат Массачусетс.
Помер 18 грудня 1966 року в Кі-Вест, штат Флорида.
Він і його друга дружина Жан написали другу книгу «Джазовий танець», яка була видана посмертно в 1968 році.